# Marchesato di Zuccarello
Il marchesato di Zuccarello si formò verso la fine del XIV secolo a seguito dell'estinzione della linea maschile dei marchesi di Clavesana, già signori della zona, della ripartizione dei loro domini fra i Del Carretto di Finale e i Saluzzo-Dogliani (famiglie entrambe discendenti ‘'ex-foemina'’) e dell'interferenza della repubblica di Genova nelle contese fra gli eredi.
Nel 1397 Carlo I Del Carretto, uno dei più fedeli alleati del duca di Milano Gian Galeazzo Visconti in quella parte dell'odierna Liguria, divenne formalmente il primo marchese di Zuccarello, feudo controllato dai Del Carretto già da alcuni decenni.
A Zuccarello, per esempio, era nata da oltre due decenni sua figlia Ilaria (1379-1405), ricordata per il monumento funebre che realizzerà Jacopo della Quercia dopo la sua precoce morte. Ilaria si era sposata con Paolo Guinigi, signore di Lucca, nel febbraio 1403. È certo, anche se documentato in modo incompleto, il coinvolgimento del Visconti negli accordi che portarono al matrimonio.

## Storia

### Antefatti
Il marchesato di Clavesana fu uno degli 8 marchesati sorti dall'eredità di Bonifacio del Vasto. I suoi territori erano inizialmente ampi, ma sparsi nel cuneese e nella Liguria di ponente. Nel Duecento, dopo la perdita dei territori nell'imperiese, i restanti territori liguri, che si trovavano nell'albenganese, furono maggiormente esposti alla pressione politica della Repubblica di Genova, che, stimolando la nascita di liberi comuni, destinati inevitabilmente a cadere nella sua orbita, già dal secolo precedente aveva cominciato a erodere il potere dei feudatari liguri legati all'Impero. 
Come per tutti i marchesati aleramici i diritti feudali dei Clavesana erano trasmessi a tutti i discendenti maschi, che li gestivano consortilmente pro-quota, mentre ai rami femminili competevano solo beni allodiali, generalmente definiti con l'assegnazione di una dote. Questa procedura comportava un graduale frazionamento non solo dei beni patrimoniali, ma anche dei diritti feudali e complicava la gestione, la trasmissione e l'unitarietà del feudo. Nel Duecento, comunque, i Clavesana si erano divisi in due rami distinti, che avevano concentrato i loro interessi patrimoniali rispettivamente nei feudi liguri e in quelli piemontesi. 
La discendenza maschile di entrambi i rami si esaurì alla fine del Trecento rendendo possibile la cessione dei feudi Liguri ai Del Carretto e di quelli piemontesi ai Saluzzo, due famiglie, anch'esse discendenti da Bonifacio Del Vasto e perciò titolate ad acquisire i diritti feudali. Inoltre i Del Carretto del ramo di Finale (col matrimonio in data ignota del decennio 1326-35 tra Enrichetto Del Carretto, fratello di Giorgio, marchese di Finale, e Caterina Clavesana, figlia di Francesco II, che portava in dote metà del castello di Zuccarello) e i Saluzzo del ramo di Dogliani (a cui andò in sposa l'altra figlia di Francesco II, Argentina Clavesana) avevano acquisito cospicui interessi patrimoniali imparentandosi appunto ex-foemina con i Clavesana. Il ramo ligure dei Clavesana, infatti era costituito da due fratelli Oddone II e Francesco II e quest'ultimo aveva (oltre alle citate Caterina e Argentina) un solo figlio maschio, Borromino, ucciso giovanissimo con un agguato dai Cepolla di Albenga. La discendenza maschile di Oddone II, rappresentata da Federico, detto "il Bestiale", e dai suoi figli (Oddone, Bonifacio, Francesco e Manuele) fu in un primo tempo estromessa a causa di una confisca che aveva colpito Federico e successivamente si estinse, lasciando nel 1387 (data di morte di Manuele) libero il campo per i Del Carretto.

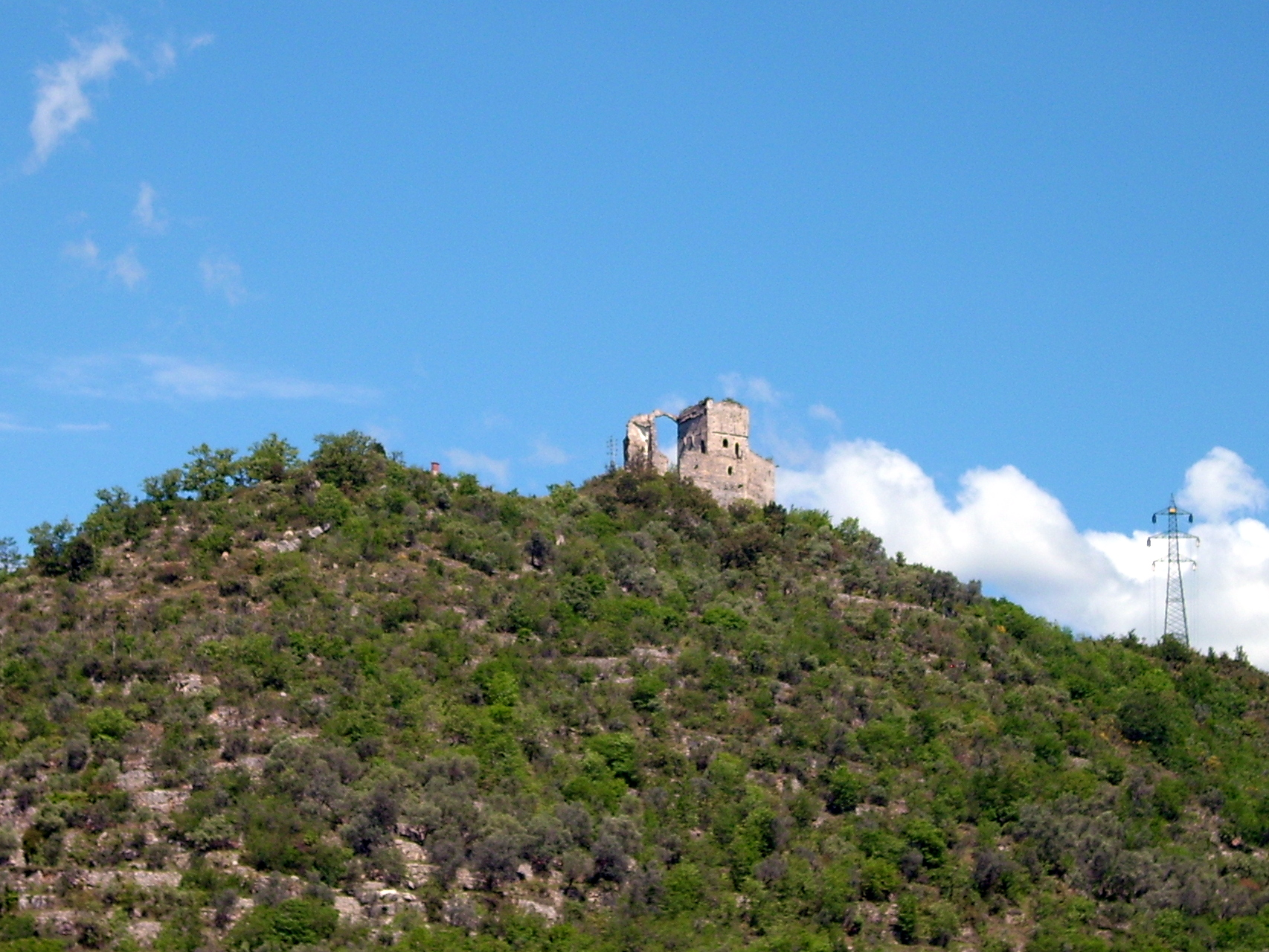
Resti del castello di Zuccarello

### La costituzione del marchesato
Un ruolo decisivo per la costituzione del marchesato fu svolto dal doge Antoniotto Adorno, legato ai Del Carretto da complessi rapporti di parentela. Secondo alcuni genealogisti, infatti, nel 1375 Carlo Del Carretto avrebbe sposato Pomellina Adorno, figlia del doge Gabriele. Tra il 1385 e il 1389, poi, Fiorenza, figlia di Carlo e sorella di Ilaria, si sarebbe coniugata con Cristoforo Adorno, figlio di Antoniotto. Questi intervenne negli articolati patrimoniali fra i vari rami dei Del Carretto con il lodo del 1385, che consentì nei decenni successivi alla discendenza di Carlo di conseguire la proprietà esclusiva del feudo di Zuccarello, mentre i discendenti di Lazzarino I, fratello di Carlo, diventavano signori esclusivi di Finale. Per alcuni decenni, tuttavia, entrambi i feudi appartennero per un terzo anche al terzo fratello, Enrico di Calizzano e successivamente al di lui figlio Giorgino, la cui discendenza maschile si estinse poco dopo la sua morte nel 1428.
I figli dello zio Enrico, l'unico ad aver sposato una Clavesana, vennero liquidati compensandoli con il feudo di Mombaldone e costituirono una linea marchionale autonoma. Il lodo di Antoniotto, che riconosceva alla Repubblica di Genova, diritti feudale su parte del marchesato di Finale, non poteva essere recepito tal quale, dall'Impero, che non intendeva riconoscerli. Occorse perciò un altro decennio prima che Carlo riuscisse ad essere infeudato del marchesato di Zuccarello.

### Le vicende successive
La storia dei marchesi di Zuccarello è legata strettamente alle opposte ambizioni territoriali della Repubblica di Genova e del Ducato di Savoia e alle numerose guerre fra Francia e Spagna che ebbero luogo nel '500 e nel '600. I Del Carretto erano aderenti al ducato di Milano, infeudato inizialmente ai Visconti, poi agli Sforza e successivamente al re di Spagna. Sin dalla fine del Trecento la famiglia Del Carretto fornì ai milanesi influenti personaggi, impiegati come podestà, capitani o ambasciatori. 
Carlo Del Carretto, perciò, si trovò coinvolto nella guerra con cui Filippo Maria Visconti cercava di imporre la sua signoria alla Repubblica di Genova e nel 1417 occupò Toirano e assediò Cisano. 
I figli di Carlo, Pirro ed Enrico, assieme ai loro cugini finalesi, contribuirono ad assicurare il controllo di Filippo Maria Visconti sui territori di ponente per tutto il quindicennio 1421-1436, in cui Tomaso Fregoso fu estromesso dal dogato. In questo periodo il loro cugino Giorgino Del Carretto, che si era appoggiato ai Fregoso, fu condannato per tradimento dal duca di Milano e nel 1428 i suoi diritti feudali furono spartiti fra gli altri Del Carretto. I marchesi di Zuccarello acquisirono il dominio su Stellanello e accrebbero la quota di proprietà di Bardineto da 1/3 a 2/3.
Seguirono anni complicati, soprattutto dopo la morte del duca di Milano nel 1447 e sino al nuovo dominio sforzesco sulla Liguria (1464). I marchesi di Zuccarello, dopo aver tentato con scarsi risultati di appoggiarsi ai Savoia, dovettero venire a patti con la fazione fregosa, che aveva l'egemonia sulla zona grazie al controllo di Albenga e all'alleanza con i Doria. Il matrimonio del marchese Giorgio con Valentina Gattilusio, figlia di Palamede Gattilusio, le cui sorelle avevano sposato Ludovico e Gian Galeazzo Fregoso, stabilì l'abbandono da parte dei marchesi di Zuccarello degli Adorno. Questa coalizione gli fece ottenere il capitanato d'Albenga dal 1461 al 1464.
I rapporti con i Fregoso si raffreddarono sotto la dominazione degli Sforza, durante la quale i Fregoso furono spesso in lotta con loro, mentre i Del Carretto si mantennero fedeli ai nuovi duchi di Milano. Gian Giacomo Del Carretto, succeduto nel 1493 al padre Giorgio diede prova della propria fedeltà nel 1497, quando il duca d'Orléans e i Fregoso, suoi alleati, cercarono di sollevare la popolazione contro il Moro e gli Adorno. Venne premiato il 19 febbraio 1498 con l'investitura dell'intero feudo dall'imperatore Massimiliano I d'Asburgo, estromettendo i cugini (figli dello zio Carlo) e assicurandosi la trasmissibilità per via femminile (aveva, infatti, per unica erede la figlia Caterina). Questo sopruso diede l'avvio ai dissensi fra gli eredi, che si divisero fra chi si appoggiava a Genova ed era disposto a cedere la propria quota di feudo alla Repubblica e chi, invece, si appoggiava ai Savoia.
Carlo II, fratello di Giorgio, ebbe tramite il figlio Antonio due nipoti maschi: Gian Bartolomeo, che sposando la figlia di Gian Giacomo, Caterina, accorpò tre quarti dei diritti feudali e Pirro (II), che divenne il primo marchese di Balestrino, pur conservando un quarto di diritti feudali sul marchesato di Zuccarello. Il dissenso fra i discendenti dei due fratelli fu la causa della cessione del marchesato.

### La cessione alla Repubblica di Genova
La repubblica di Genova acquisterà nel 1567 dal figlio di Pirro II, il marchese Giovanni Antonio Del Carretto, un quarto dei diritti sullo Staterello e implicitamente il diritto di prelazione sulle altre quote.
Anche la successiva vendita nel 1588 dei restanti tre quarti della proprietà feudale ai Savoia per la somma di 60.000 scudi d'oro da parte del marchese Scipione, nipote di Gian Bartolomeo, non venne autorizzata dall'Impero. La trattativa, infatti, fu impugnata a stretto giro da Genova che inviò alla corte di Praga dell'imperatore Rodolfo II un proprio ambasciatore affinché il sovrano annullasse tale decisione. Sovrano che, su consiglio del gentiluomo di corte Ottavio Del Carretto, fratello minore del marchese Scipione ma contrario alla cessione, decise sul finire dello stesso anno di "congelare" il passaggio di proprietà tra la famiglia carrettesca e lo stato sabaudo nell'attesa di un responso giuridico da parte di un'apposita commissione. Il feudo fu confiscato e affidato per un decennio a due Commissari Imperiali e dal 1598 a Ottavio Del Carretto, signore del restante quarto. Questi tentativi di acquisto senza il consenso imperiale provocarono tra la repubblica genovese e il ducato sabaudo una contesa che durò sino al 1625. 
La contesa è parte dei numerosi tentativi sabaudi di conquistare sbocchi territoriali nel Mar Ligure. Nel corso della guerra di successione per il Ducato di Mantova Carlo Emanuele I di Savoia, ormai schierato con gli imperiali, occupò il marchesato dal 1614 al 1617. Nel 1622 il Consiglio aulico dell'Impero respinse i diversi pretendenti alla successione di Scipione e decretò che i 3/4 del feudo dovevano essere devoluti alla Camera Imperiale, che li pose in vendita. Agli inizi del 1624 Genova li acquistò per la somma di 200.000 fiorini. Nell'aprile Carlo Emanuele scrisse una lettera di doglianze e poco dopo aderì a una nuova lega antiasburgica con la Francia e Venezia. L'anno successivo il duca riprese le iniziative belliche contro Genova, una iniziativa motivata con l'obiettivo di distrarre una parte di truppe asburgiche dalla Valtellina, ma secondo gli storici del tempo, dovuta al desiderio del duca di infliggere una ritorsione per l'assegnazione di Zuccarello a Genova. Nel 1631-33, con la morte di Ottavio Del Carretto (1632), la Repubblica poté acquistare col consenso imperiale anche il quarto mancante al completo dominio del feudo.
Il marchesato di Zuccarello vide altre battaglie nei suoi territori nel 1672 e nel 1746-1747 nell'ambito della guerra di successione austriaca, dove il paese fu difeso e riconquistato dai soldati genovesi e corsi dall'assedio piemontese. Tra il 1795 e il 1797, durante la campagna d'Italia di Napoleone Bonaparte, il borgo medievale fu sede del quartier generale delle truppe francesi del generale Andrea Massena in occasione della battaglia di Loano del 23 e 29 novembre 1795.
Fu incorporato, poi, nel regno di Sardegna nel 1815 e nel successivo regno d'Italia dal 1861.

## Territorio
Il centro amministrativo e politico del marchesato era costituito dal castello e dal borgo di Zuccarello; la fondazione di quest'ultimo ebbe luogo il 5 aprile 1248 con un accordo fra i marchesi di Clavesana Bonifacio III, Emanuele I, Francesco I e gli abitanti della valle di Coedano, oggi Val Neva. Il castello, invece, compare per la prima volta in un documento del 1216.
Il territorio del marchesato consisteva principalmente nella parte alta delle valli che confluivano verso Albenga, la val Neva, la val Pennavaira e in piccola parte le terre site sulla sponda orientale del torrente Arroscia.
Oltre a Zuccarello gli altri centri della val Neva erano:
- Il castello e borgo di Castelvecchio di Rocca Barbena, chiamato appunto anche Coedano o Cohedano, che prima della fondazione di Zuccarello era stato il centro direttivo dell'alta Val Neva o vallis coedani;
- l'abitato di Erli, comprensivo di molte frazioni;
- il paese di Vecersio.

Nella val Pennavaira vi erano invece:
- il castello di Castelbianco e le frazioni di Vesallo (o Vessalico), Veravo (o Verano), Oresine e Colletta (o Colla);
- il castello e l'abitato di Nasino, con i suoi nuclei sparsi, in parte subinfeudati a un ramo dei Cepollini di Albenga;
- il castello di Alto, con gli abitati di Alto e Caprauna, anch'essi subinfeudati a un altro ramo dei Cepollini.

Nella valle dell'Arroscia il marchesato comprendeva il castello e la castellania di Aquila d'Arroscia, con l'abitato di Gavenola.
Subito a monte di Albenga i marchesi condividevano con i signori di Finale la preminenza sulla castellania di Arnasco, Cenesi e Conscente, subinfeudata ai Cazulini di Albenga.
Infine nell'alta val Varatella e l'oltregiogo il marchesato comprendeva:
- il castello e abitato di Bergalla;
- il castello e borgo Balestrino, con numerose frazioni, fra cui l'abitato di Carpe in alta Val Varatella. Balestrino era posseduto dai ‘'Bava'’,in origine avvocati del monastero di San Pietro in Varatella, che costituirono successivamente il consortile dei domini di Balestrino, ma che nel 1503 furono definitivamente estromessi dai Del Carretto;
- il castello e il borgo di Bardineto, per 1/3 soggetti anche ai Del Carretto di Finale.
- il borgo di Carpe.

Questi territori costituirono, nel 1545, il marchesato di Balestrino, feudo imperiale, con Pirro II Del Carretto.

## Commerci
La Val Neva, in cui si trova Zuccarello, mette in comunicazione la Val Tanaro, cioè il Piemonte meridionale, con Albenga, che ne costituisce il naturale sbocco per i commerci con il mediterraneo. La costruzione del castello e del borgo di Zuccarello nel Duecento venne studiata dai Clavesana come un nuovo strumento di esazione dei pedaggi, dopo la perdita di Albenga. 
La strada percorreva il fondovalle lungo un tracciato che nell'alta valle era segnato dai due ponti a schiena d'asino presso Zuccarello, dal ponte dei Bassi, dai due tra Erli e Cerisola e dal ponte delle Gattaire. Da Cerisola si sale al colle di S.Bernardo, da cui poi si scende a Garessio in Val Tanaro. Il controllo di questo asse viario fu uno dei motivi di contrasto fra Genova e i Savoia, che ebbe momenti di scontro aperto nel 1614-17, nel 1625 e nel 1672. Accordi fra i signori di Garessio e il comune di Albenga e successivamente i signori di Zuccarello furono stipulati nel 1217, nel 1417 e 1424 per regolare le reciproche esenzioni sui pedaggi e gli impegni di manutenzione dei rispettivi tratti viari.
I traffici più importanti che passavano per Zuccarello erano:
- L'esportazione in Piemonte del sale marino, indispensabile per l'alimentazione umana e per la concia delle pelli;
- Il trasporto di pellame da conciare dagli alpeggi alle concerie di Albenga;
- Il trasporto di legname da Garessio ad Albenga lungo la "trazonaira" della Val Neva. Per esempio gli alberi delle navi liguri, necessariamente alti e diritti, provenivano spesso dai boschi dell'oltregiogo;
- Il trasporto di minerale di ferro proveniente dall'isola d'Elba verso le ferriere dell'oltregiogo, dove l'abbondanza di legna forniva l'energia indispensabile per la sua trasformazione in acciaio;
- La canapa piemontese, indispensabile anche per le costruzioni navali, data la limitata produzione ligure.

## Marchesi di Zuccarello (1397-1624)

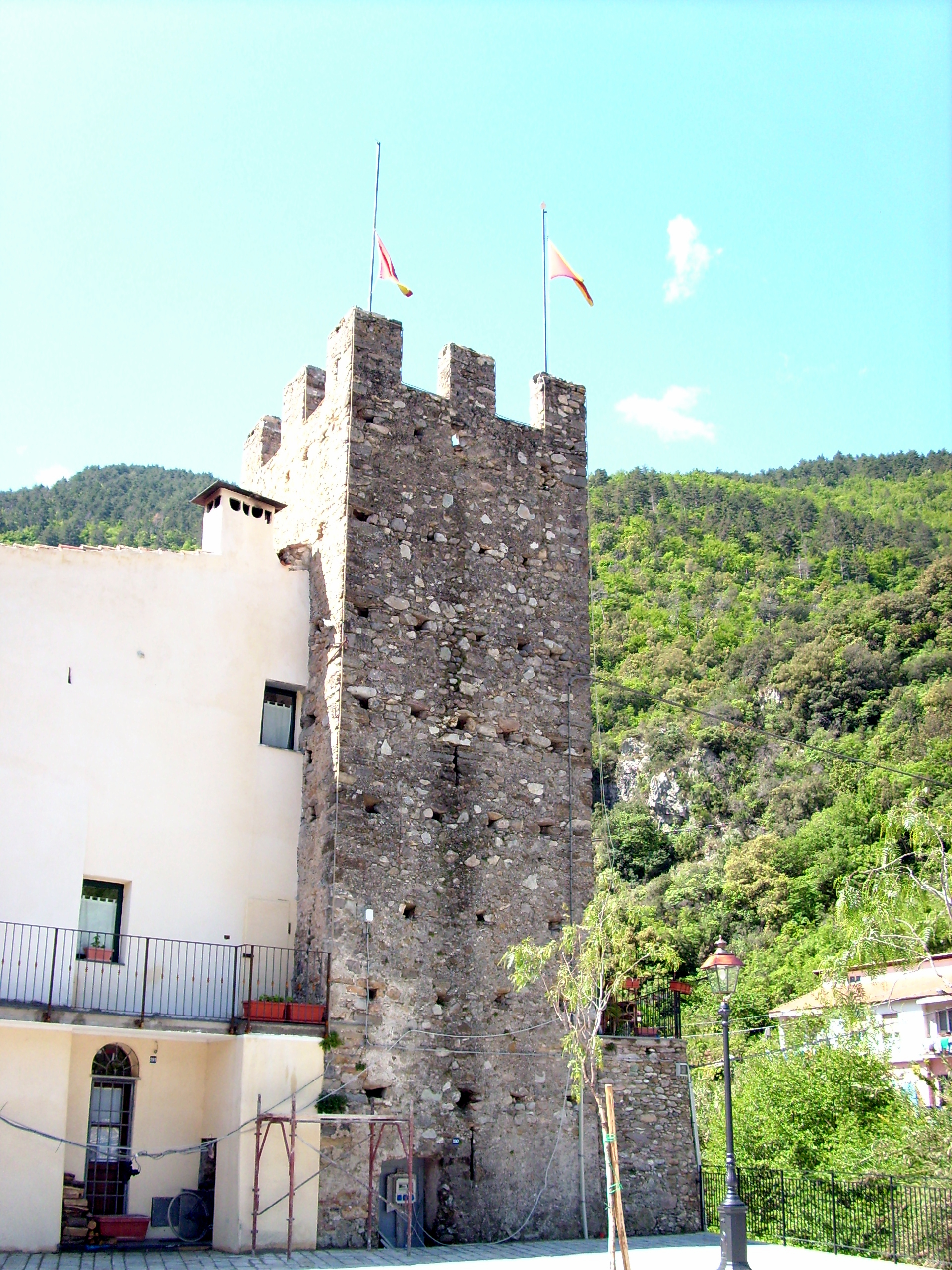
Zuccarello: torrione della cinta muraria

Chiesa di San Bartolomeo (Zuccarello)

| Titolo   | Nome                       | Periodo     | Consorte                            | Note |
| -------- | -------------------------- | ----------- | ----------------------------------- | --- |
| Marchese | Carlo I Diego Del Carretto | 1397 - 1421 | Pomellina Adorno                    | |
| Marchese | Enrichetto                 | 1421 - 1431 | Paganina Guarco                     | |
| Marchese | Giorgio                    | 1431 - 1452 | Maria Giustiniani, Clemenza Fregoso | governò col fratello maggiore Carlo II |
| Marchese | Carlo II                   | 1431 - 1488 | Maria Del Carretto                  | Fino al 1451 governò con Giorgio |
| Marchese | Antonio                    | 1488 - 1519 | Anna de Seysel                      | figlio di Carlo II, governò con Gian Giacomo |
| Marchese | Gian Giacomo               | 1452 - 1518 | Anna de Bolliers                    | figlio di Giorgio. Al raggiungimento della maggiore età governò con Antonio |
| Marchese | Gian Bartolomeo            | 1519 - 1554 | Caterina Del Carretto               | figlio di Antonio, governò col fratello Pirro II, poi da solo |
| Marchese | Filiberto                  | 1554 - 1574 | Peretta Doria                       | figlio di Gian Bartolomeo governò con Giovanni Antonio, figlio di Pirro II sino al 1567, quando Giovanni Antonio alienò i suoi diritti                                              |
| Marchese | Scipione                   | 1574 - 1598 | Girolama Lomellini                  | figlio di Filiberto, nel 1588 alienò il feudo a Carlo Emanuele I di Savoia, ma la cessione non fu riconosciuta dall'Impero che affidò il feudo a due commissari cesarei (1588-1598) |
| Marchese | Prospero                   | 1598 - 1607 | Lavinia Ortiz                       | la vendita fu impugnata da Rodolfo II d'Asburgo che infeudò il marchesato a Prospero Del Carretto, fratello minore di Scipione                                                      |
| Marchese | Ottavio                    | 1607 - 1631 | Lelia Morone                        | fratello di Scipione e di Prospero, alienò definitivamente il feudo alla repubblica di Genova                                                                                       |